# 21451 Фішер
21451 Фішер (21451 Fisher) — астероїд головного поясу, відкритий 28 квітня 1998 року.
Тіссеранів параметр щодо Юпітера — 3,603.